# SMART (missile)
Le SMART (Supersonic Missile Assisted Release of Torpedo) est un missile anti-sous-marin à longue portée développé par l’Organisation de recherche et développement pour la défense (DRDO) pour la marine indienne.

## Description
Le SMART est un système hybride, composé d’un missile à longue portée pouvant se déplacer à une vitesse supersonique et d’une torpille légère comme charge utile pour la lutte anti-sous-marine (ASM). L’objectif du projet est de développer un système de réaction rapide capable de lancer des torpilles à distance de sécurité. Le missile a une portée de 643 km et transporte une torpille légère d’une portée de 20 km avec une ogive explosive de 50 kg. Le SMART utilise une liaison de données bidirectionnelle connectée à des systèmes de détection et d’identification sous-marins aéroportés ou embarqués. Le SMART peut être lancé à partir d’un navire de surface ou d’une batterie côtière embarquée sur un camion,. Le système de lancement de missiles a été développé conjointement par le Laboratoire de recherche et développement pour la défense (DRDL) et le Centre de recherche Imarat (RCI). Le Naval Science and Technology Laboratory (NSTL) a mis au point la torpille légère autonome et les technologies associées telles que le mécanisme de détonation, le guidage sous-marin et le propulseur sous-marin. L’Aerial Delivery Research and Development Establishment (ADRDE) a mis au point le mécanisme de réduction de la vitesse qui agit avant de larguer la torpille légère autonome vers la cible désignée. Le SMART fait partie d’un projet de fusion visant à combiner les technologies des instituts travaillant sur les armements terrestres et navals,. Le High Energy Materials Research Laboratory (HEMRL) a développé les explosifs insensibles pour l’ogive. Dans son rapport annuel 2018-2019, le ministère de la Défense (MoD) a mentionné que le DRDO avait commencé le développement et la démonstration d’un largage assisté par missile d’une torpille légère pour le rôle ASM. L’essai d’éjection a été effectué à l’aide de la torpille légère avancée Shyena,.
Le missile est propulsé par une fusée à deux étages, à propergol solide, et utilise des actionneurs électromécaniques pour la correction de trajectoire. Pour le guidage en vol, le SMART utilise un système de navigation inertielle (INS) et permet la correction de trajectoire en temps réel et le changement de la cible via une liaison de données. Le missile vole au ras de la mer afin de réduire la portée de sa détection,. Le concept du SMART est similaire à celui de l’UUM-125 Sea Lance de Boeing, aujourd’hui annulé. Le système est en cours de développement en raison du déploiement croissant de sous-marins par la Force sous-marine de la marine de l’Armée populaire de libération (PLANSF) dans la région de l’océan Indien (IOR), de la modernisation rapide des ressources navales par la marine de l’Armée populaire de libération (PLAN) et de la construction de bases militaires chinoises à l’étranger en Afrique,,.

## Essais

### Premier essai
Le premier test réussi du SMART a été effectué le 5 octobre 2020 sur l’île Abdul Kalam. Cela faisait partie d’une démonstration visant à vérifier la portée et l’altitude maximales du vol du missile, la séparation du cône de nez, le largage de la torpille et le déploiement du mécanisme de réduction de la vitesse.

### Deuxième essai
Le 13 décembre 2021, le deuxième test du SMART a été mené avec succès à partir de l’Integrated Test Range (ITR), dans l’Odisha. L’ensemble de la trajectoire a été surveillé par le système de télémétrie électro-optique, divers radars à distance, y compris l’instrumentation de distance et des navires à distance. Le missile transportait une torpille, un système de largage de parachute et des mécanismes de largage.